# Parc Ellen Key
La parc Ellen Key (en suédois : Ellen Keys park), anciennement Jarlaparken, est un parc public du quartier d'Östermalm à Stockholm en Suède. 

## Description
Nommé en mémoire d'Ellen Key, le parc est situé près de Jarlaplan à Östermalm dans le centre-ville de Stockholm. 
Le parc a une superficie de 0,5 hectare et s'étend entre Karlavägen et Birger Jarlsgatan et est délimité au nord par un nouvel Îlot urbain et au sud par les batiments de l'école Borgarskolan.
Le parc d'Ellen Key est une oasis de verdure qui a aussi un terrain de jeu de conte de fées inspiré par Ellen Key. Le parc a son entrée principale depuis Birger Jarlsgatan à Jarlaplan.
Le parc se compose de trois parties délimitées par des murets en pierre naturelle. La partie orientale du parc s'étend vers Karlavägen. Des plantations vivaces et des haies de tilleuls taillées entourent le site. Des bancs de parc se trouvent le long du muret et autour de l'étang.
Au centre du parc, une pelouse ouverte s'étend et sous une rangée de tilleuls se trouve l'aire de jeux sur le thème Le salon et le jardin d'Ellen Key. 
Il y a des équipements de jeu imaginatifs sous forme de meubles et d'accessoires, comme un grand fauteuil sur lequel grimper, des livres qui forment une maison de théâtre et une grande tasse de sable cuit.
Dans la partie ouest du parc, en direction de Birger Jarlsgatan, se trouvent une terrasse extérieure et une jardinière encadrée de plantes vivaces et de bancs.

## Galerie

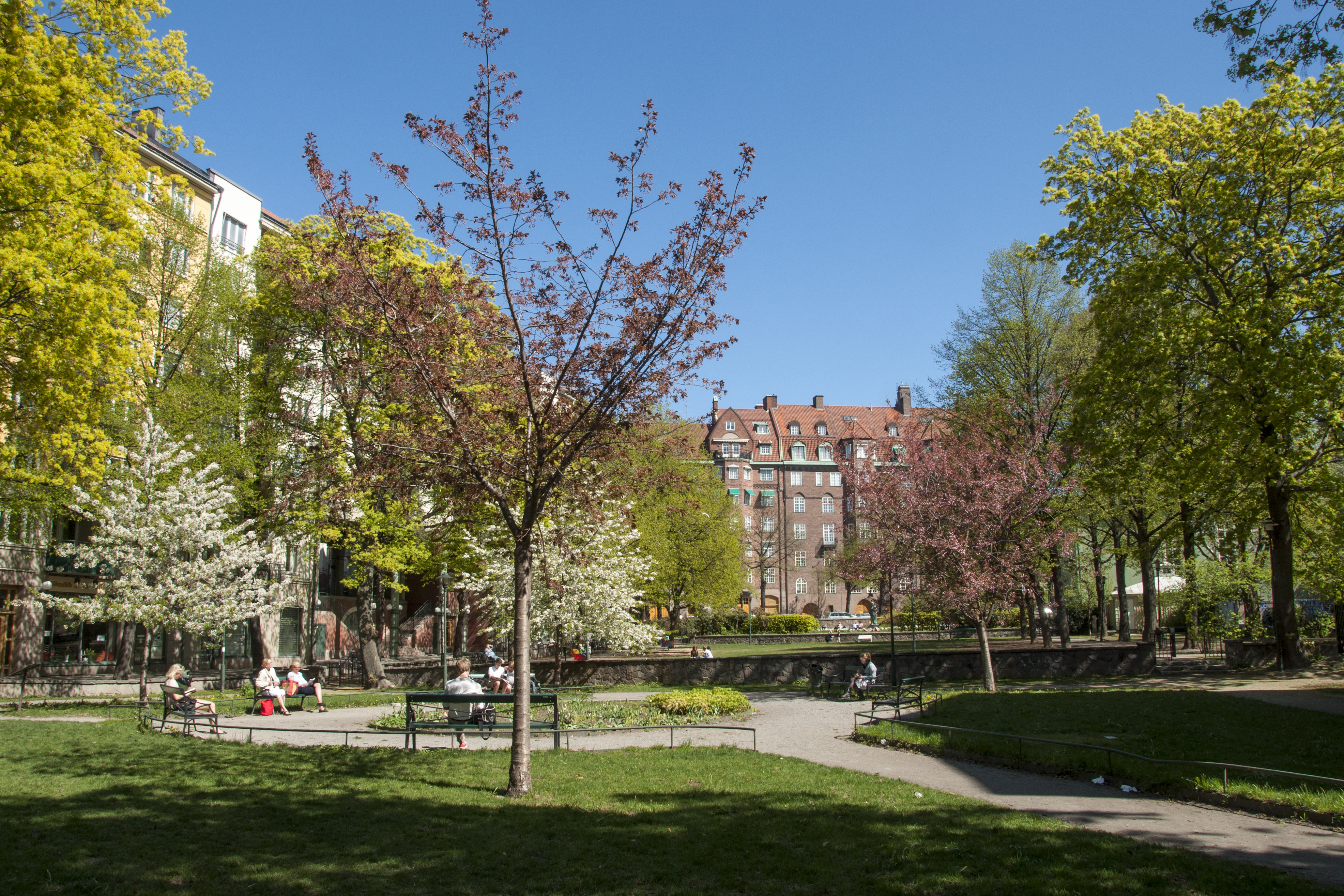
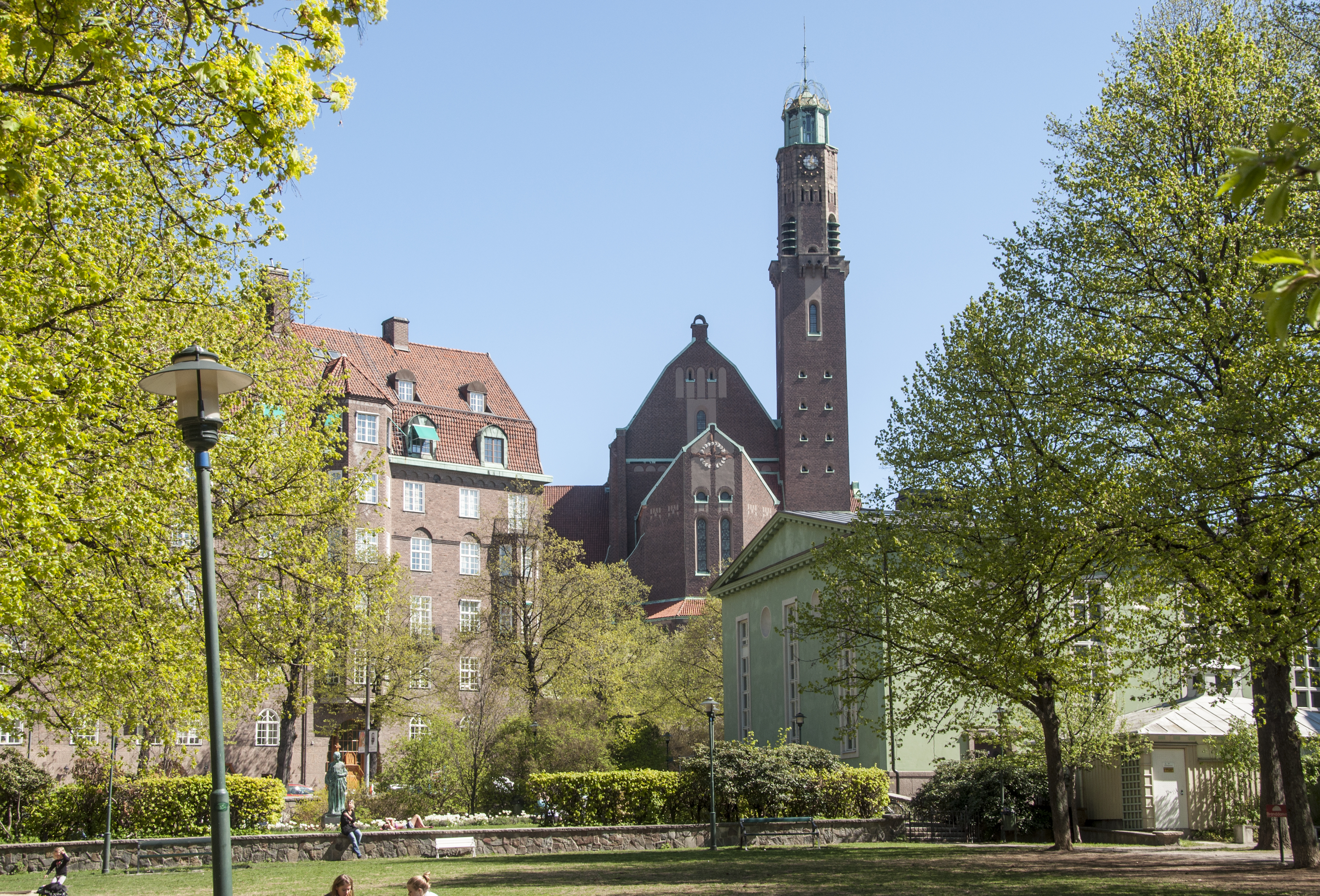
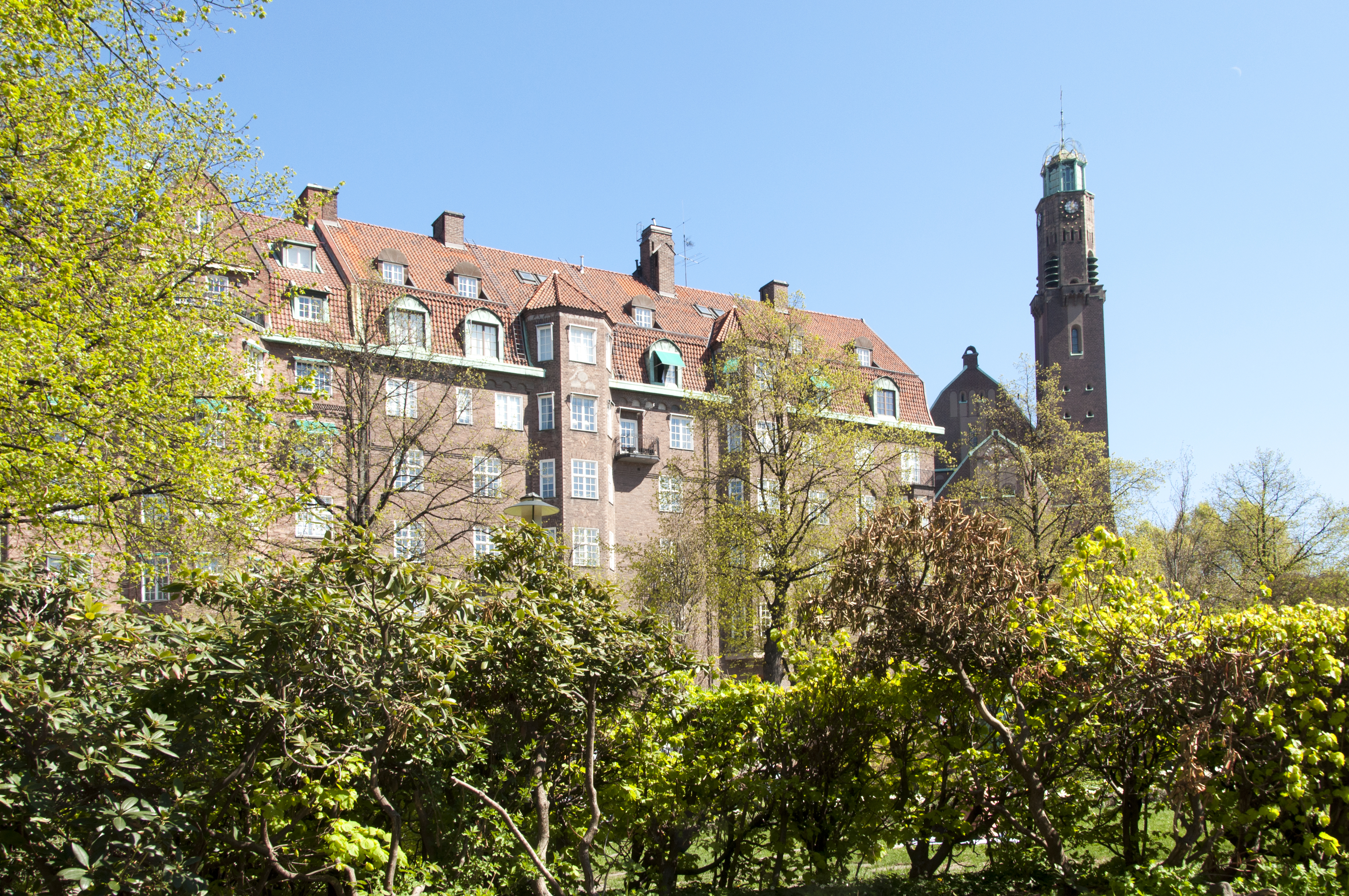
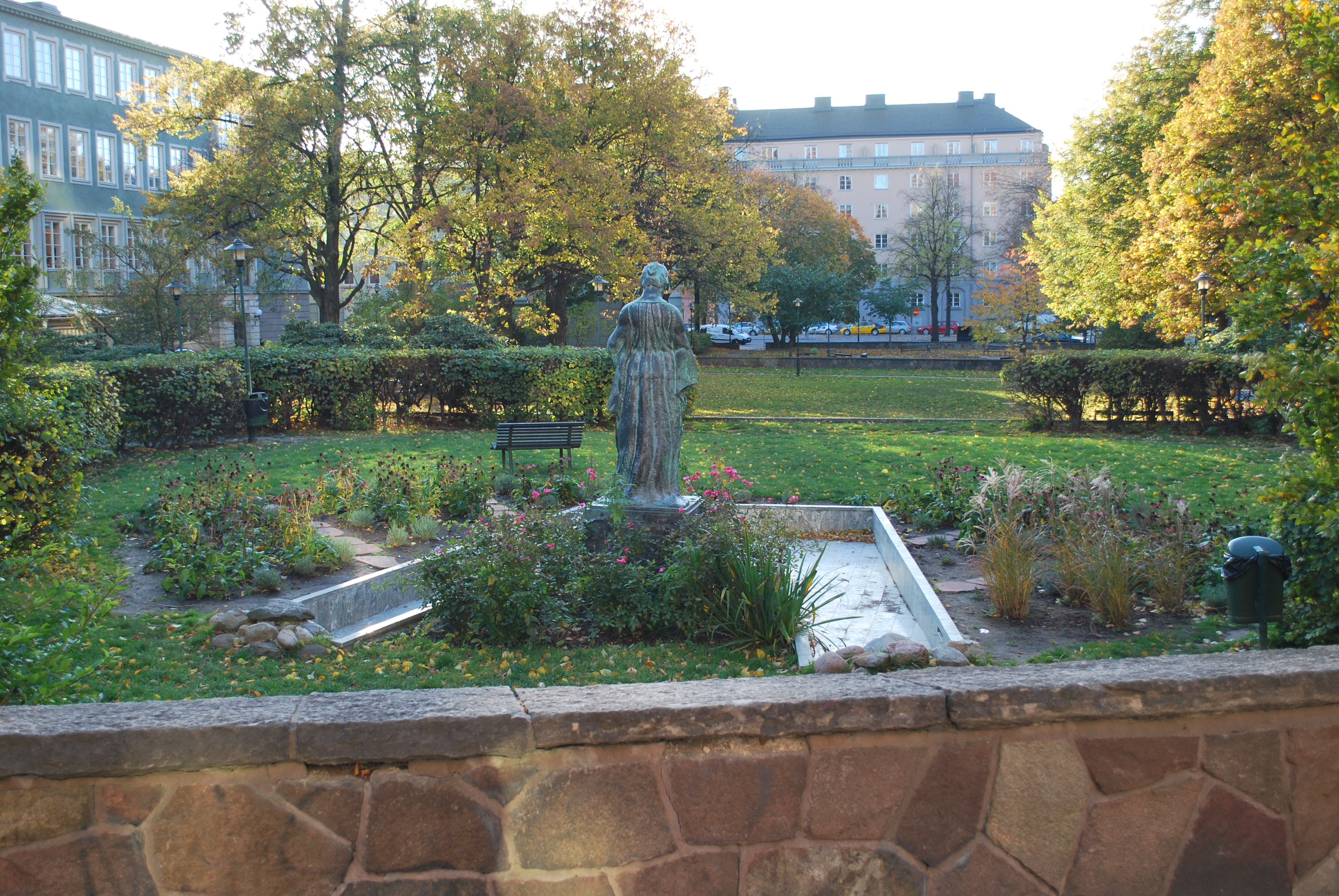
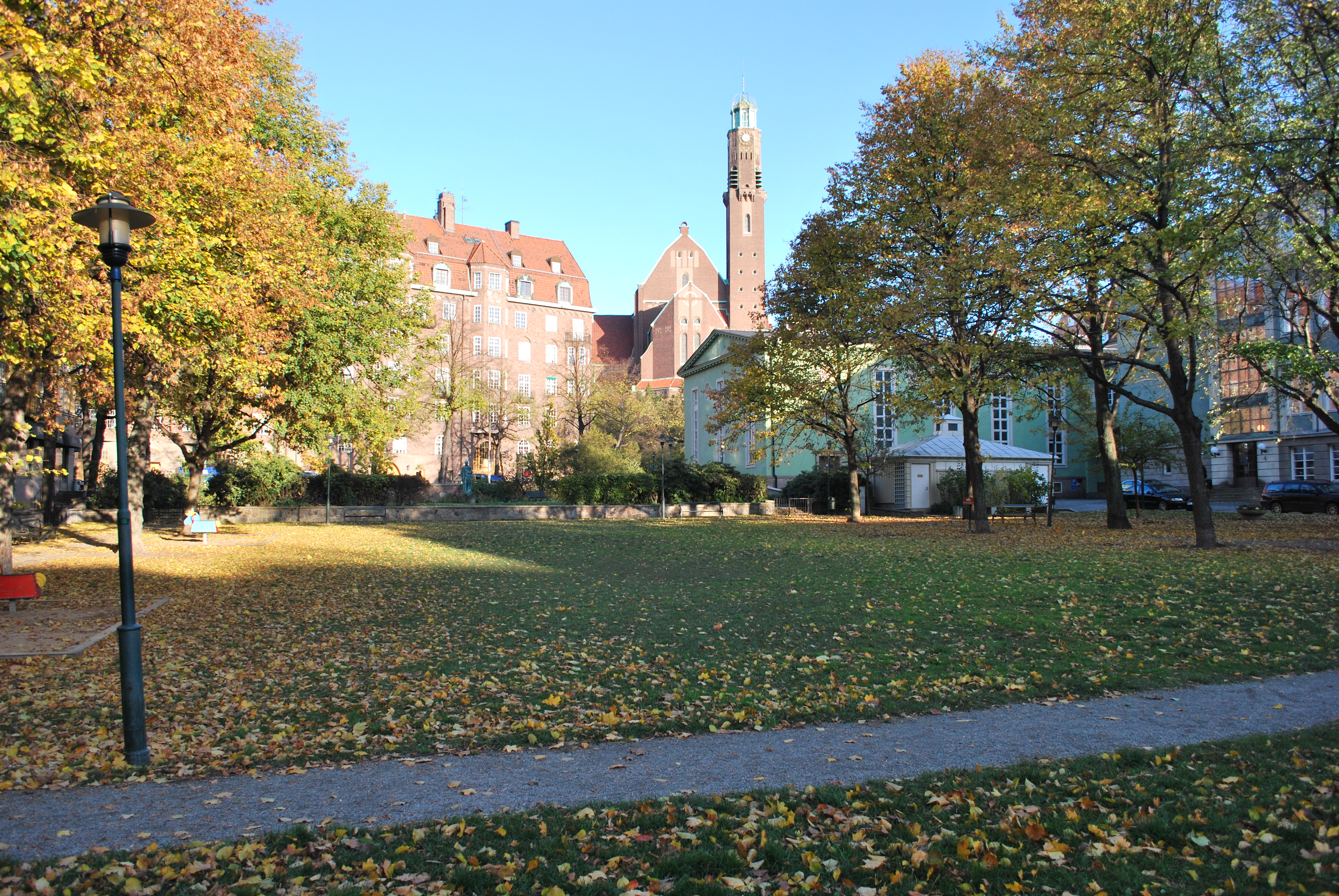